# HD 219828
HD 219828是一個位於飛馬座的視星等8等恆星，距離地球約265光年。該恆星是黃次巨星，代表核心內的氫核融合已經停止。

## 行星系統
2007年 Claudio Melo 在該恆星旁發現一顆質量相當於海王星的系外行星。根據相關論文作者所述，該行星可能是類似地球的岩石行星，半徑大約是地球的2.2倍。如果能進一步觀測到凌星現象，就可進一步證明，雖然目前仍是相當困難。此外，軌道的最佳擬合解暗示有另一個質量相當於木星70%的行星存在，距離母恆星約0.68天文單位，並且是軌道離心率0.3的橢圓軌道。
| 成員 (依恆星距離) | 质量      | 半長軸 (AU) | 轨道周期 (天)   | 離心率 | 傾角 | 半径 |
| ----------------- | --------- | ----------- | --------------- | ------ | ---- | ---- |
| b                 | >0.066 MJ | 0.052       | 3.8335 ± 0.0013 | 0      | —    | —    |
| c (未确认)        | ≥0.7 MJ   | ≈0.68       | ≥181            | ≥0.3   |      |      |

## 外部連結
- . The Extrasolar Planets Encyclopaedia.   [2012-05-24]. （原始内容存档于2012-02-06）.